# Adam Gontier
Adam Wade Gontier (Peterborough, 25 de maio de 1978) é um músico e compositor franco-canadense, mais conhecido por ter sido vocalista, guitarrista rítmico e compositor da banda de rock Three Days Grace.
Após um breve período seguindo carreira solo, desde que deixou o Three Days Grace em 2013, formou a banda Saint Asonia.
É conhecido por suas capacidades de canto e por ter um alcance de voz do alto tenor até o médio baixo (bari-tenor). Apesar de pouco falar sobre religião, é católico.[carece de fontes?]
Adam também enfrentou problemas com drogas durante anos. No auge de seu vício, Adam retratou seu sofrimento de forma explicita no álbum One-X, da banda Three Days Grace.

## Início de vida
Adam Gontier nasceu em 25 de maio de 1978 em Peterborough, Ontário, no Canadá. Ele foi criado em Markham, Ontário. Pouco depois que seus pais se divorciaram, e ele voltou para a área de Peterborough, onde frequentou o Adam Scott Collegiate and Vocational Institute. Em 1992, ele se mudou para a região de Norwood e frequentou a Norwood District High School, onde conheceu e fez amizade com os membros do Three Days Grace, Neil Sanderson e Brad Walst.
Adam foi influenciado por sua própria mãe a ouvir The Beatles, Alice in Chains, Jeff Buckley, Pearl Jam, Sunny Day Real Estate, entre outras bandas. Adam, certa vez fez a seguinte declaração no site do Three Days Grace: "Minha mãe é musicista, então foi ela quem me apresentou a experiência de tocar ao vivo. Ela me fez cantar com bandas em bares quando eu tinha apenas 12 anos, ao mesmo tempo, a cena musical de Seattle me inspirou a ser compositor."

## Carreira musical

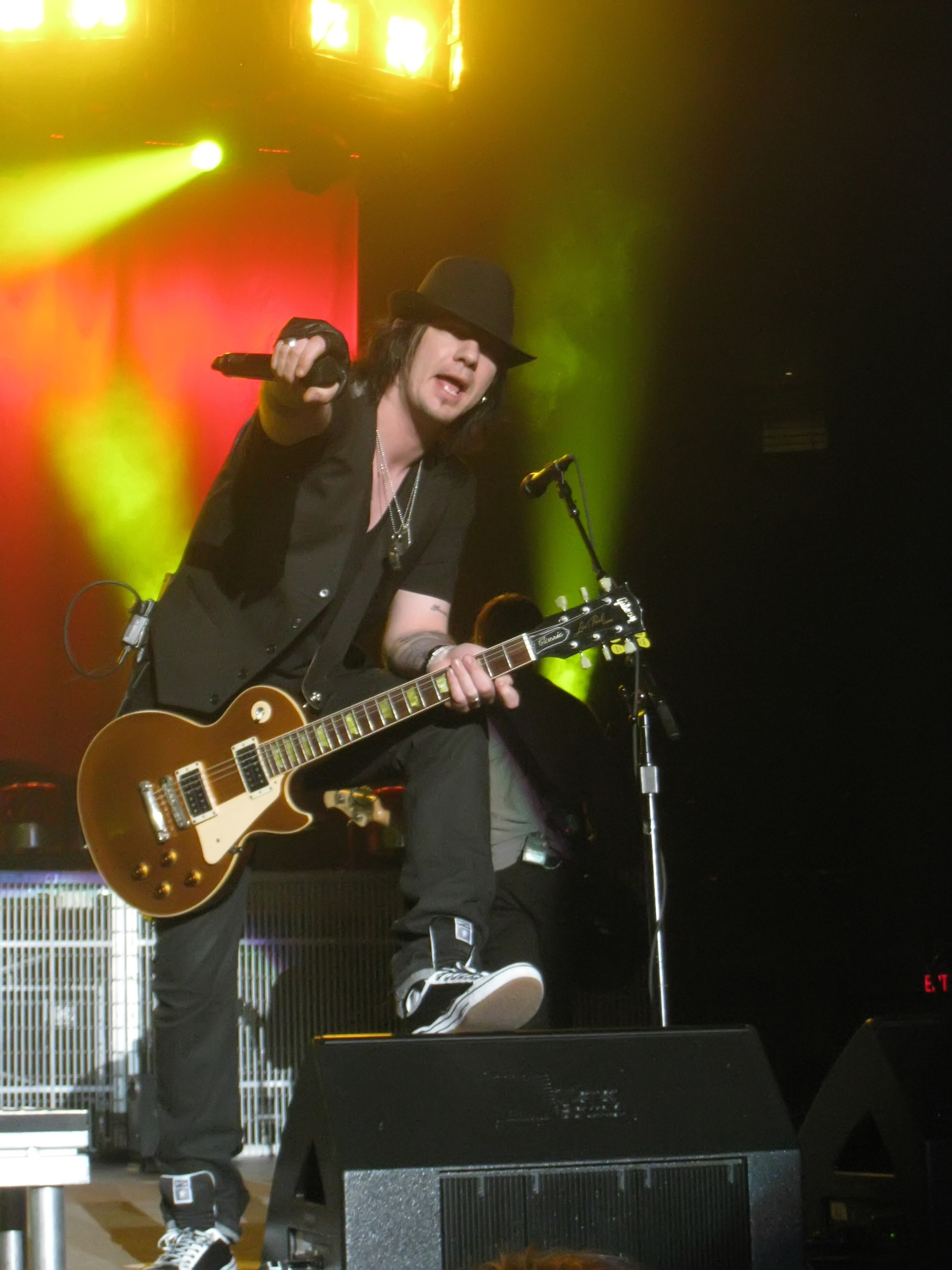
Adam Gontier

Além do Three Days Grace, Adam também escreveu e colaborou com inúmeros compositores, músicos e bandas. Algumas de suas colaborações incluem Daughtry, Ian Thornley, Max Martin, Shaun Morgan, Ben Burnley, Art of Dying, Before the Curtain e músicos e amigos de longa data Kevin Brown, Grainne Ryan e Kim Brown.
Ele também contribuiu para vários outros álbuns. Ele contribuiu com vocais e arranjos musicais em "I Don't Care" no álbum da Apocalyptica, Worlds Collide, em 2007.
Adam também foi destaque na faixa "Raining" pela banda canadense Art of Dying em seu álbum Vices and Virtues. Seu primo, Cale Gontier, é o baixista do Art of Dying.
Em 2006, Adam foi membro do supergrupo de rock Big Dirty Band, junto com Geddy Lee, Alex Lifeson, Jeff Burrows, Ian Thornley e Care Failure, o grupo fez um cover da música "I Fought the Law", que fez parte da trilha sonora do filme Trailer Park Boys.
Em 2009, Adam Gontier trabalhou com Daughtry em seu segundo álbum de estúdio, Leave This Town. A música, "Back Again", não fez o corte final. A música foi llençada na cópia do álbum Leave This Town: The B-Sides EP do Daughtry.
Em 2011, Adam criou a gravadora Sludge Factory Records e assinou três atos, um dos quais é a banda de Peterborough, Before the Curtain.
Em 9 de janeiro de 2013, Adam renunciou ao cargo de vocalista do Three Days Grace. Ele saiu quando a banda estava prestes a embarcar em uma turnê co-headlining. Matt Walst, do My Darkest Days, e irmão do baixista Brad Walst, se tornou o vocalista oficial.
Em 2015, Adam Gontier juntamente com o guitarrista do Staind, Mike Mushok, formou um supergrupo chamado Saint Asonia. A banda lançou seu álbum de estreia auto-intitulado em 31 de julho de 2015.

## Carreira solo
Adam se juntou ao cantor e compositor Martin Sexton na estrada durante sua turnê "Fall Like Rain" em 2012, oferecendo apoio inicial como artista solo. Ele também se juntou ao Citizen Cope para alguns shows como um músico solo.
Adam continuou a fazer shows e concertos como artista solo. Várias músicas foram lançadas, mas não como singles, como "It's All In Your Hands", "Take Me With You", "Too Drunk to Drive" (escrito por Casey Marshall), "Until the End", "No Regrets" ", "A Beast in Me (Over and Over It Turns on Me)", e "We Will Never Forget". Adam já havia apresentado músicas solo como "I Will Stay", "Try to Catch Up With the World" e "Lost Your Shot" em 2011 e 2012.
No início de março de 2013, Adam anunciou publicamente e lançou seu Adam Gontier Solo Live Tour.
Em 11 de maio de 2013, Adam lançou uma versão oficial acústica e um vídeo da música "Give Me a Reason" do Transit of Venus.

## Vida pessoal
Em maio de 2004, Adam se casou com sua namorada do ensino médio, Naomi Faith Brewer, o casal se divorciou em 2013. Em 2014, Adam anunciou seu noivado com Jeanie Marie Larsen, o casamento ocorreu em 7 de março de 2015. Por volta de agosto de 2017, Adam teve um filho, nascido Asher Wade Gontier.
Em 2005, Adam foi para uma clínica de reabilitação por causa de um vício em Oxicodona no CAMH (Centro de Dependência e Saúde Mental) em Toronto, onde ele escreveu muitas das músicas do álbum One-X, incluindo "Never Too Late", que foi co-escrito pela ex-esposa de Adam, Naomi Faith Brewer. Adam e Naomi escreveram o vídeo para a música, e ela também aparece no vídeo. Enquanto esteve no CAMH em Toronto, Adam escreveu "Pain", "Animal I Have Become", "Get Out Alive", "Over and Over" e "Gone Forever". Um documentário sobre seu vício, Behind the Pain, foi lançado em 2007.

## Prêmios
Adam ganhou dois prêmios BMI Pop Awards, bem como o "Rock Single of the Year" da Billboard. Michael Bell entregou a ele o "Big Time Award", no 2012 "Wire Awards".

## Discografia

### Three Days Grace
- 2003 - Three Days Grace
- 2006 - One-X
- 2009 - Life Starts Now
- 2012 - Transit of Venus

### Saint Asonia
- 2015 – Saint Asonia
- 2019 – Flawed Design